# Муловий майданчик
[[Файл: |thumb|250px|Мулові поля Бортницької станції аерації]]
Муловий майданчик, Мулова карта, Мулові поля — сплановані огороджені ділянки землі для підсушування мулу (осадів) очисних споруд.
На останніх етапах очистки вод на очисних спорудах утворюється шар мулу. На мулових майданчиках опади обезвожуються природним шляхом або за допомогою дренажу. Після сушіння мулу на мулових майданчиках тверді опади необхідно збирати для повторного використання ділянок. Однак часто недотримання технології призводить до забруднення річок і озер.
Підсушений мул можна використовувати як добриво.
Для прискорення сушки мулових ділянок можна використовувати різне обладнання для сушки.

## Ресурси Інтернету
- Муловий майданчик Патент України № 1891 від 15.07.2003 [Архівовано 16 лютого 2015 у Wayback Machine.]
- Муловий майданчик Патент України № 27951 від 26.11.2007 [Архівовано 16 лютого 2015 у Wayback Machine.]

## Виноски
1. ↑  bibliotekar.ru — Мулові майданчики. Архів оригіналу за 14 квітня 2015. Процитовано 16 лютого 2015.
2. ↑  Відстойники (мулові карти). Архів оригіналу за 4 квітня 2014. Процитовано 16 лютого 2015.
3. ↑  Пристрій для сушки осаду стічних вод на мулових майданчиках — Патент РФ 2094397[недоступне посилання]